# (3997) Taga
(3997) Taga es un asteroide perteneciente al cinturón de asteroides, descubierto el 6 de diciembre de 1988 por Atsushi Sugie desde la Observatorio Astronómico Dynic, Japón.

## Designación y nombre
Designado provisionalmente como 1988 XP1. Fue nombrado Taga en homenaje a Taga la ciudad donde está ubicado el Observatorio desde el que se descubrió.